# 河瀬璃菜
河瀬 璃菜（かわせ りな、1988年5月8日 - ）は、日本の起業家、料理研究家、フードコーディネーター、フードライター、フードプロデューサー。 SOU株式会社 代表取締役、カフェ・カンパニー株式会社 執行役員。「りな助」を自らの愛称として用いている。

## 経歴
福岡県福岡市で生まれる。両親と3歳上の兄がいる。料理好きな母のもとに多くの人が集う家庭であったという。
22歳で上京。料理学校を卒業後、2013年にレシピ制作会社に入社し、レシピ開発を担当した。
後に独立し、以後はレシピ開発・商品開発・レシピ動画制作・企画執筆・編集・イベントメディア出演・料理教室など、食にまつわる様々な活動を行っている（本人いわく「食に関しては何でもやっている感じ」）。食べ歩き取材による記事も多い。近年では地方を元気にするための6次化商品の開発や地方事業者のコンサルティングに力を入れており、日持ちしないパクチーの味をいつでも楽しめるようにと調味料にした「パクチー醤油」や、油で揚げずに食べられるフィッシュフライ「山田のフラヰ」などの商品を生み出している。
SNSでの総フォロワー数は10万人。

## 商品開発例
- パクチー醤油（ヤミー・ザ・パクチーブランド）
- 山田のフラヰ（山田水産）
- グルテンフリー 発芽玄米パスタ、バタフライピー ブルーティー、ダイエットプーアール茶（エル・ローズ）[6]

## 書籍

### レシピ監修
- ジャーではじめるDETOX WATER（2015年、双葉社） ISBN 978-4575309171
- TJMOOK 決定版！節約冷凍レシピ（2015年、宝島社） ISBN 978-4-8002-4364-5
- ダイアコレクション 発酵いらずのちぎりパン（2015年、ダイアプレス、著者：フードクリエイティブファクトリー） ISBN 978-4802301091
- 扶桑社ムック 燻製ライフ（2016年、扶桑社） ISBN 978-4594610654
- COOK BOOK Vol.1 和鍋と洋鍋でつくるシンプルシックな大人レシピ（2017年、扶桑社） ISBN 978-4594078560

### スタイリング監修
- こどもパティシエ マジカルレシピ（2015年、セブン&アイ出版）
- 海上保安庁のおいしい船飯（2016年、扶桑社）
- TJMOOK ふくろうBOOKS 腸で免疫力を上げる本（2016年、宝島社、著者：五十嵐ゆかり）

### ウェブサイト記事執筆
- ぐるなび みんなのごはん、食市場、デート特集、幹事の味方、dressing
- レッツビューティ 美人のタネ
- RIZAP
- エバラ食品工業
- たまな商店
- TABI LABO
- キユーピー MORI MALL
- 大地宅配
- ウーマンエキサイト
- ビュートピ
- Nadia
- 綺麗のトリセツ

### 雑誌掲載
- GLAMOROUS「サルバチアダイエットプログラムレシピ」「デトックスウォーターレシピ」（講談社）
- 女性自身「ジャーサラダ特集」（光文社）
- Ambitious「男料理教室レシピ」（晋遊舎）
- ar「二人ごはんは二人で作る」（主婦と生活社）
- Gina（ぶんか社）
- 週刊プレイボーイ（集英社）

## 出演

### テレビ番組
- お願い!ランキング（テレビ朝日）[1]
- はくがぁる（テレビ朝日）[1]
- ひるキュン!（TOKYO MX）[1]
- 男子料理道場（アクトオンTV◆大人の趣味とライフスタイル）[1]
- ステキ+Life（J:COM）[1]
- くりぃむしちゅーのハナタカ!優越館（テレビ朝日）
- ニノさん（日本テレビ）
- ZIP!（日本テレビ）

### ネット配信
- 井越有彩のシンデレラ未満（AKIBA 伝えたい！放送局）[1]

### CM・広告
- Xperia（2018年、ソニーモバイルコミュニケーションズ） - CM、携帯ショップ・家電量販店POP広告[2]
- 本麒麟（2018年、キリン） - JR駅構内広告[7]